# Minisha
Minisha (Zovu se prema poglavici i Red Water Band), jedna od nestalih bandi Oglala Siouxa. Bili su bliskii saveznici s bandom Kiyuksa. Iz kružnog kampa Oglala  nestali su negdje između 1849 i 1860. Razlog bi mogao biti da je njihov stari poglavica Red Water umro od kolere 1849. ili su područje rijeke Platte napustili tijekom Brulé rata 1854. 
Prema Oglala poglavici Crvenom Oblaku (Maȟpíya Lúta) kasnije su se izgleda vratili u stari dom između rijeke Missouri i Black Hillsa. Moguće da su se prikljućili Sans Arcsima kod kojih se nakon 1860. kao vodeća banda ponekad naziva Minisha.